# Nordostquartier (St. Gallen)
Das Nordost- oder St. Jakob-Quartier ist ein Stadtteil der Stadt St. Gallen im Kanton St. Gallen in der Schweiz. Die Quartiergruppe entspricht dem statistischen Quartier St. Jakob. Das Quartier ist in der Region vor allem für die OLMA- und OFFA-Messe und den während beiden Ausstellungen stattfindenden Jahrmarkt bekannt, die hier jeden Oktober bzw. April stattfinden. Der Jahrmarkt nimmt dabei fast das ganze Gebiet des Quartiers südlich der St. Jakobstrasse ein und stellt für die Anwohner eine erhebliche Belastung dar.

## Geographie und Verkehr
Das Nordostquartier grenzt im Westen an die nördliche Altstadt der Innenstadt und das Rosenbergquartier, im Norden an der St. Jakobstrasse an Rotmonten, im Osten an St. Fiden und das Langgass-Heiligkreuzquartier, mit dem es im gemeinsamen Quartierverein zusammenarbeitet, und im Süden an der Museumsstrasse ans Südostquartier, wo die beiden Quartiere im Museumsquartier (welches aber kein offizielles Quartier St. Gallens ist) verschmelzen und als städtebauliche Einheit wahrgenommen werden. Dies entspricht auch den historischen Fakten, da die Bebauung dieses Gebiets zwischen Rorschacherstrasse und Sonnenstrasse im 19. Jahrhundert gemeinsam geplant und ausgeführt worden ist.
Verkehrstechnisch ist das Quartier durch die Autobuslinien 3, 4 und 6 und diverse Postautokurse, die auf der wichtigen, Richtung Arbon und Romanshorn führenden Verkehrsachse St. Jakobstrasse/Langgasse verkehren, an das Stadtzentrum angebunden. Das Gebiet zwischen der St. Jakobstrasse und Museumsstrasse wird als Brüel oder Brühl bezeichnet (so hiess das einstige Stadttor, das zu dem Gebiet hinaus führte, auch 'Brühltor'), was ein mit Bäumen bestandenes, sumpfiges und ebenes Wiesenstück bezeichnete. An der Grenze zum St. Fidenquartier befindet sich ausserdem ein Autobahnanschluss zur A1, der von der Sonnenstrasse her erreicht wird. Zwischen Sonnenstrasse und Notkerstrasse befindet sich zudem die einzige grössere oberirdische Parkanlage in der Nähe des Stadtzentrums, der Spelteriniplatz, auf dem während der Jahrmärkte die meisten der Fahrbetriebe errichtet werden.
Von 1856 bis 1913 führte zudem die Bahnlinie von St. Fiden zum Bahnhof St. Gallen der heutigen Sonnenstrasse entlang durch das Quartier und überquerte die St. Jakobstrasse via die Blumenaubrücke.

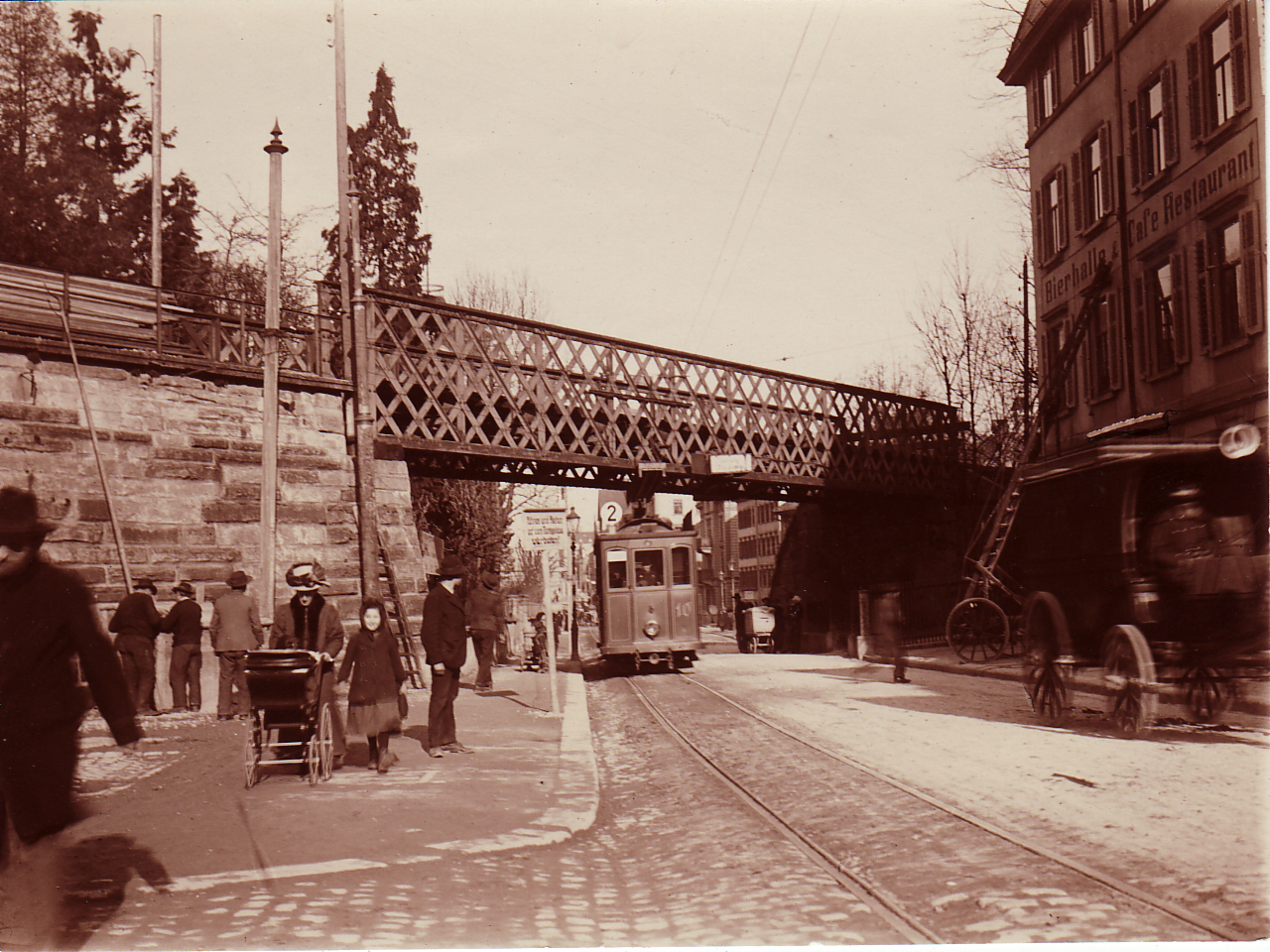
Die alte Eisenbahnbrücke über die St. Jakobstrasse (Aufnahme 1900–1912)

Das ganze Quartier befindet sich auf der Nordseite des Steinachtals. Bedeutende Bereiche werden von Gebäuden aus dem frühen 20. Jahrhundert dominiert, und eine grosse Anzahl von Schulen und öffentlichen Gebäuden bestimmen das Quartier.

## Bevölkerung
Laut der Statistik vom August 2017 hatte das Quartier eine Wohnbevölkerung von 3604 Personen. Laut Quartierportrait bewegen sich die Altersklassen von St. Jakob und Heiligkreuz sehr nahe am städtischen Durchschnitt, der Anteil der Schweizer ist mit 66 % vier Punkte tiefer, jener der EU/EFTA-Ausländer mit 21 % um vier Punkte höher als der städtische Schnitt.

## Schulen, öffentliche Einrichtungen und Räume

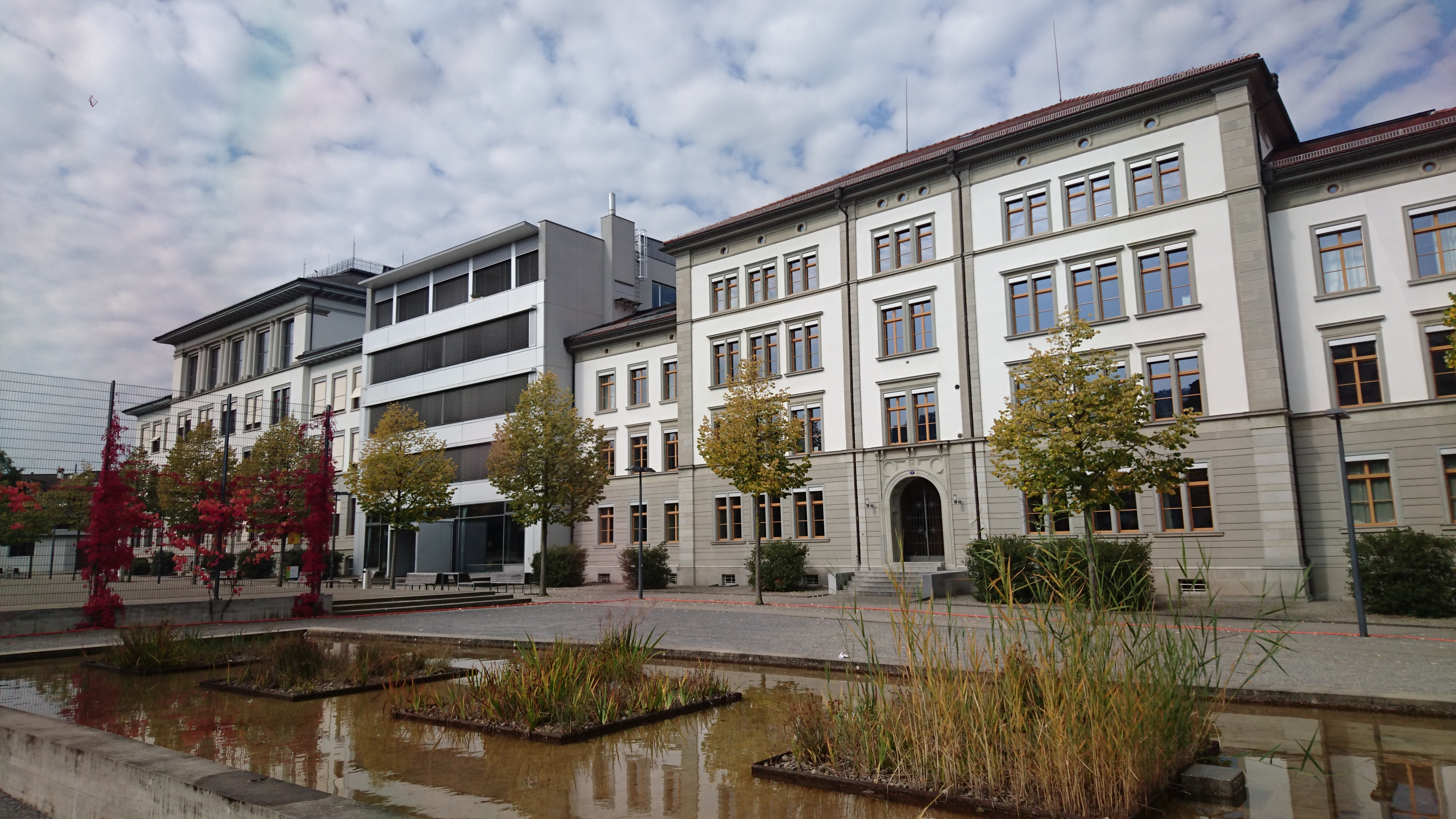
Links die Kantonsschule am Brühl, Gebäude Talhof, Rechts das Oberstufenschulhaus Blumenau

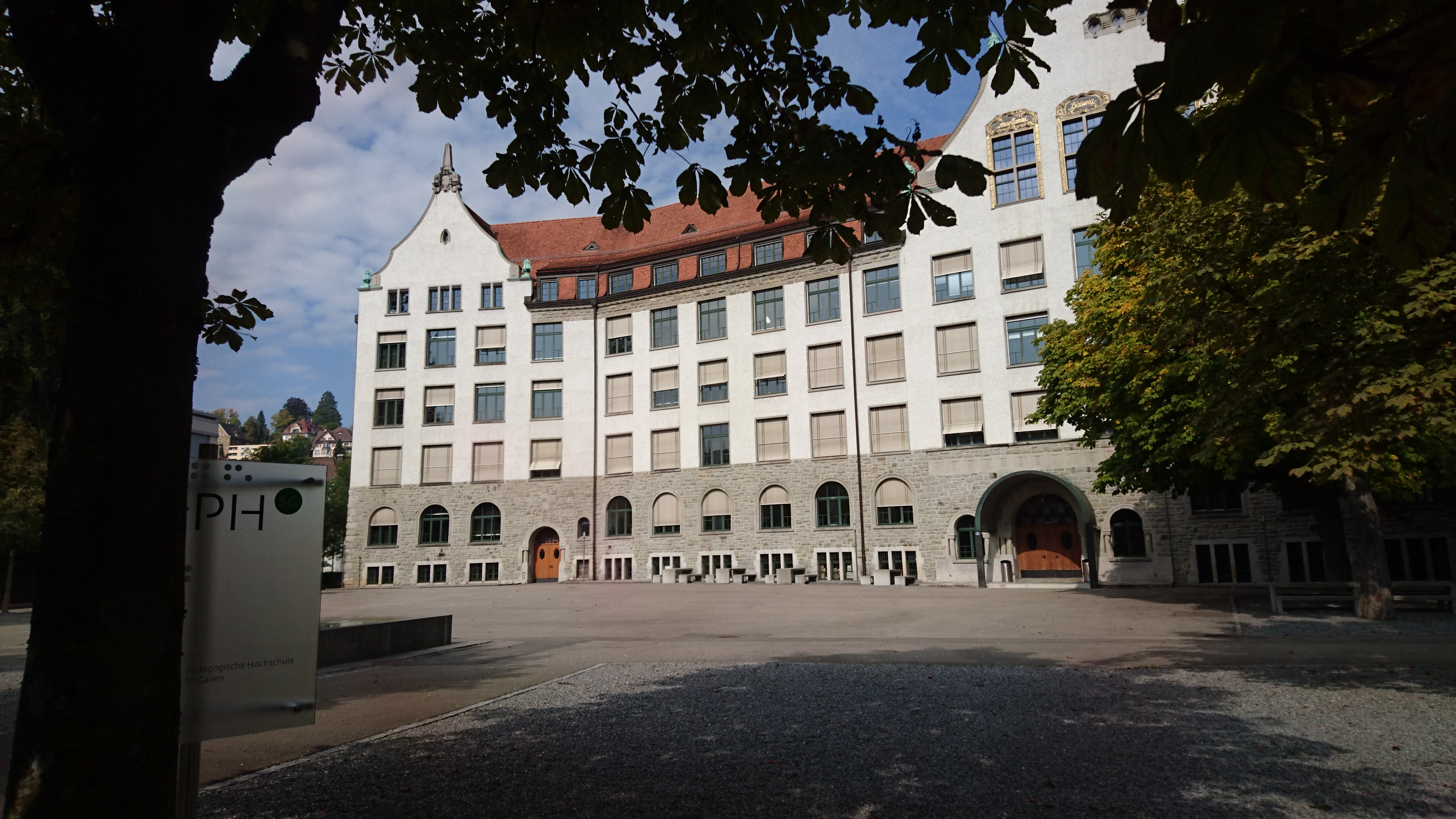
PHSG St. Gallen

Am westlichen Ende des Quartiers liegen am sogenannten Brühl ein Gebäude der Kantonsschule am Brühl (die frühere Diplommittelschule Talhof, gebaut 1891–92) und das Oberstufenschulhaus Blumenau, das älteste Schulhaus des Quartiers, das 1867–70 als Mädchenschulhaus gebaut wurde.   An der Museumsstrasse gegenüber dem Theater St. Gallen liegt die neobarocke Tonhalle St. Gallen aus dem Jahr 1909, das Konzerthaus des Sinfonieorchesters der Stadt. Etwas weiter nordöstlich folgen an der Notkerstrasse das zweite Gebäude der Kantonsschule am Brühl (früher 'Verkehrsschule'), die Kantonsbibliothek (Vadiana) und das im Jahr 1892 erbaute Oberstufenschulhaus Bürgli, das mit dem Oberstufenschulhaus Blumenau die Oberstufe Centrum der Stadt St. Gallen bildet.
Nördlich der Kantonsbibliothek findet sich das Primarschulhaus Spelterini und etwas östlich von diesem die Pädagogische Hochschule St. Gallen (PHSG), die 1905 bis 1907 als 'Hadwigschulhaus' gebaut worden und als solches bis in die 1990er Jahre in Betrieb gewesen ist. Die PHSG wurde 1995 nach einem Umbau in dem Gebäude eröffnet. Nordöstlich der Realschule Bürgli befindet sich die Sportanlage «Athletik Zentrum St. Gallen» und etwas östlich davon das Hauptgebäude der Feuerwehr und des Zivilschutzes St. Gallen. Gegenüber dem Athletik Zentrum liegt das 1949 gebaute Busdepot der Verkehrsbetriebe St. Gallen. Dieses soll 2027, wenn der Souverän zustimmt, durch ein neues Depot im Westen der Stadt ersetzt werden und so Bauland für die Quartierentwicklung frei machen. Nördlich und östlich davon liegen die Hallen der Olma Messen St. Gallen. Diese werden mit einem ehrgeizigen Projekt erweitert, für das über die Autobahn östlich vom Tunnelportal des Rosenbergtunnels ein Betondeckel gebaut und so das Gelände als Baufläche zurückgewonnen wurde, wobei dieses Gebiet allerdings zum Langgass-Heiligkreuzquartier gehört.
Ein halböffentlicher Raum, das sogenannte Wiesli, wurde im Jahr 2017 zu einem politischen Streitpunkt. Der Innenhof der Parzelle E der Überbauung des unteren Brühl (siehe Plan Abschnitt Geschichte) war nur zu zwei Dritteln überbaut worden und, wie aus den Daten zur Baugeschichte zur Stadt St. Gallen ersichtlich, wurde das Haus Ekkehardstrasse 4a im Zentrum der Parzelle 1977 abgebrochen, womit eine grössere Fläche frei wurde. Die westlich der Hadwigstrasse liegende Brache war seit Ende der 1970er Jahre von Anwohnern zu einem privat unterhaltenen Quartierspielplatz umgestaltet worden. Dies geschah im Einverständnis mit dem Kanton St. Gallen, der damals Grundeigentümer war. Das Grundstück ging um die Jahrtausendwende an die St. Galler Pensionskasse (SGKP) über, welche die Nutzung weiter duldete. 2017 wurde der Plan, das Grundstück an der Hadwigstrasse zu überbauen, vorgestellt. Die Quartierbewohner wehrten sich dagegen und suchten den Dialog mit der Pensionskasse und der Stadt. Die Gespräche zwischen den verschiedenen Beteiligten zeitigten keine Lösung. Auch der Verkauf des Grundstücks wurde von der Pensionskasse abgelehnt, da die Preisvorstellungen weit auseinandergingen. In der Folge lancierten die Quartierbewohner eine Volksinitiative, die am 12. Oktober 2020 (nach einer Verzögerung wegen der Corona-Pandemie) zustande kam, deren Rechtmässigkeit aber von der SGKP bezweifelt wurde und gegen die sie darum Rekurs einlegte. 2021 zog die SGKP den Rekurs zurück, nachdem sie mit ihm in der ersten Instanz gescheitert und ihn schon an das Verwaltungsgericht weiter gezogen hatte. Das Begehren kam in der Folge in den Stadtrat, der die Initiative mit grosser Mehrheit ablehnte. Nur eine kleine Minderheit stimmte dafür, wobei vor allem das Argument, dass es sich um Privatgrund handle und eine Enteignung ein gefährliches Präzedent setzen würde, im Zentrum stand. Die Abstimmung über die Initiative fand im März 2023 statt. Die Initiative wurde mit 55,4 % Nein-Stimmen abgelehnt.

## Geschichte

Der zum grossen Teil ausgeführte Überbauungsplan des unteren Brühl aus dem Jahr 1874. Die Häuser 34 – 37 (Parz. E) und Nr. 16 (Parz. B) wurden nicht gebaut.

Wie das Südostquartier gehörte auch das St. Jakob-/Nordostquartier schon vor der Stadtverschmelzung zum Stadtgebiet von St. Gallen. Das Gebiet abseits der Hauptstrasse Richtung Arbon war bis 1880 fast unbebaut, und vor 1860 entstanden dort an grösseren Bauwerken lediglich die Kavallerie-Kaserne und die Strafanstalt St. Jakob. Auf der Zuber-Karte von 1828 ist zu sehen, dass auch dort grosse Gebiete vom Brühl zum Bleichen der Leinenbahnen benutzt worden sind, wie an vielen Orten ausserhalb der alten Stadtmauern, worauf auch der alte Flurname Brühlbleiche schliessen lässt. Die ernsthafte Bebauung setzte basierend auf Plänen aus den 1870er-Jahren (siehe nebenstehenden Plan v. 1874) ein. Steinhäuser waren vorgeschrieben, die laut den damals geltenden Bauvorschriften «innerhalb der Grenzen des Schönen und der Harmonie» gebaut werden sollten, wobei sich dies auf das Gebiet angrenzend an Stadtpark und Museumsquartier des Südostquartiers bezog.
Das Gebiet zwischen den letzten Wohnhäusern des Museumsquartiers und der Grenze zur Gemeinde Tablat diente als Bauland, wo die wachsende Stadt öffentliche Bauten für die Infrastruktur errichtete, die unterdessen zum Teil wieder verschwunden sind.

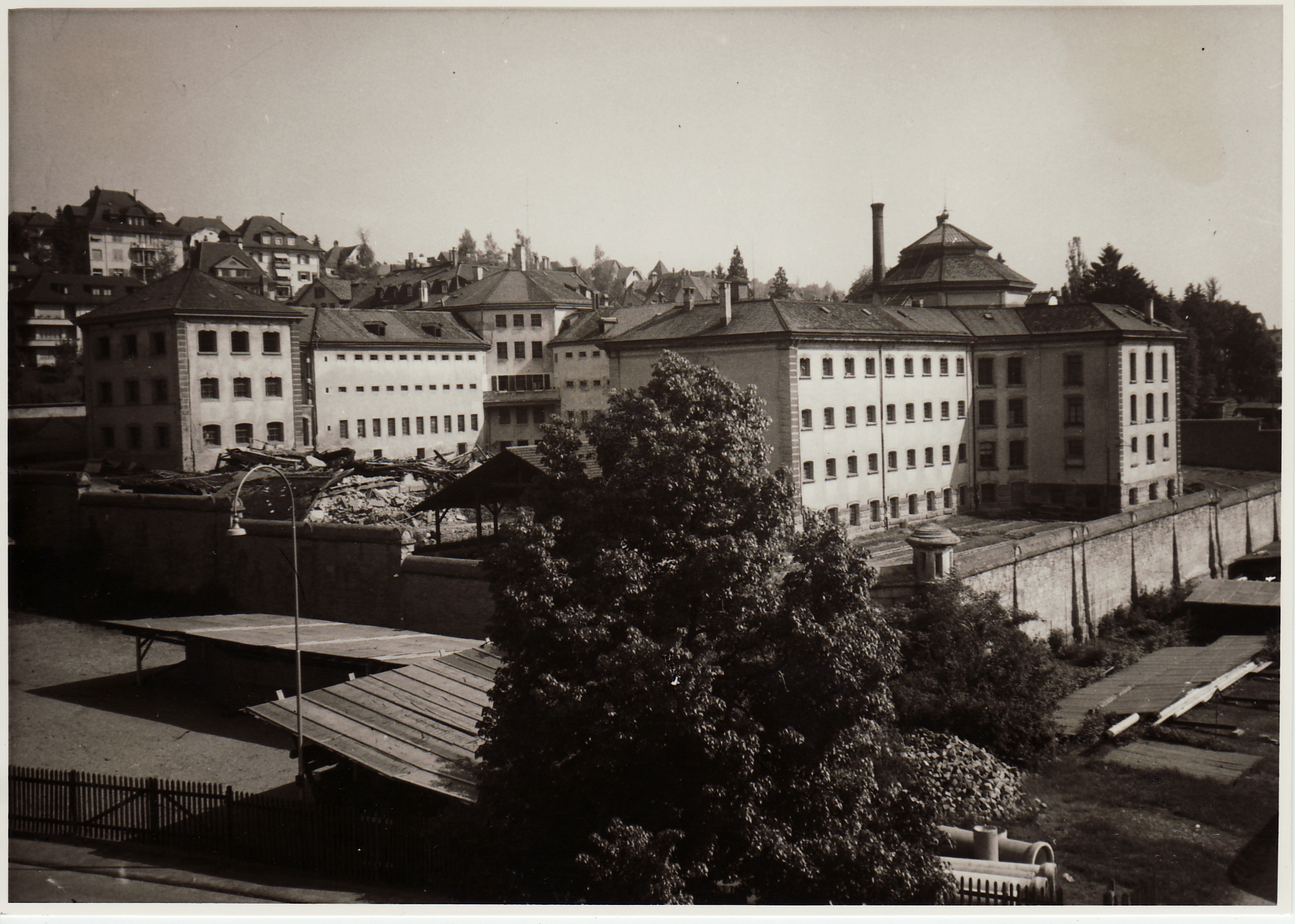
Strafanstalt St. Jakob

Auf dem heutigen Gelände der OLMA an der St. Jakobstrasse wurde von 1835 bis 1839 die Strafanstalt St. Jakob gebaut, die 1886 erweitert wurde und bis 1956 als Gefängnis für den Kanton St. Gallen diente. 1956 wurde ihr Abbruch begonnen, und 1958 wurde sie durch Luftschutztruppen gesprengt. Die neuen OLMA-Bauten nahmen 1960 ihren Platz ein. In diesem Zusammenhang ist auch der Flurname 'Schellenacker', der ein Gebiet südlich des OLMA-Areals bezeichnete, an den noch die daran grenzende 'Äussere Schellenstrasse' erinnert, erwähnenswert. Diese Namen beziehen sich auf die Fussschellen, welche die Gefangenen der Haftanstalt, die hier arbeiteten, tragen mussten.
In unmittelbarer Nähe zur Strafanstalt befand sich der als Ersatz für das Schlachthaus an der Steinach 1892–1895 gebaute Schlachthof auf dem Schellenacker, der 1976 nach der Inbetriebnahme des neuen Schlachthofs in Winkeln abgerissen wurde.
1897 wurde ein Elektrizitätswerk an der Steinachstrasse eröffnet, das jetzt noch als Unterwerk der Stadtwerke dient. Ebenfalls befand sich in dem Bereich ein Gaswerk und früher ein Depot der VBSG.